# Mahdi Camara
Mahdi Camara (Martigues, 20 giugno 1998) è un calciatore francese, centrocampista del Rennes.

## Caratteristiche tecniche
È un centrocampista centrale.

## Carriera

### Club
Cresciuto nel settore giovanile del Saint-Étienne, ha esordito in prima squadra il 24 gennaio 2018 disputando l'incontro di Coppa di Francia perso ai rigori contro il Troyes.

### Nazionale
Nel 2014 ha giocato una partita con la nazionale francese Under-16.

## Statistiche

### Presenze e reti nei club
Statistiche aggiornate al 13 agosto 2025.
| Stagione               | Squadra                | Campionato             | Campionato | Campionato | Coppe nazionali | Coppe nazionali | Coppe nazionali | Coppe continentali | Coppe continentali | Coppe continentali | Altre coppe | Altre coppe | Altre coppe | Totale | Totale | Totale |
| Stagione               | Squadra                | Comp                   | Pres       | Reti       | Comp            | Pres            | Reti            | Comp               | Pres               | Reti               | Comp        | Pres        | Reti        | Pres   | Reti   |        |
| ---------------------- | ---------------------- | ---------------------- | ---------- | ---------- | --------------- | --------------- | --------------- | ------------------ | ------------------ | ------------------ | ----------- | ----------- | ----------- | ------ | ------ | ------ |
| 2015-2016              | Saint-Étienne 2        | N3                     | 5          | 0          | -               | -               | -               | -                  | -                  | -                  | -           | -           | -           | 14     | 3      |        |
| 2016-2017              | Saint-Étienne 2        | N3                     | 16         | 4          | -               | -               | -               | -                  | -                  | -                  | -           | -           | -           | 16     | 4      |        |
| 2017-2018              | Saint-Étienne 2        | N3                     | 25         | 5          | -               | -               | -               | -                  | -                  | -                  | -           | -           | -           | 25     | 5      |        |
| 2018-gen. 2019         | Saint-Étienne 2        | N2                     | 9          | 0          | -               | -               | -               | -                  | -                  | -                  | -           | -           | -           | 9      | 0      |        |
| 2017-2018              | Saint-Étienne          | L1                     | 0          | 0          | CF+CdL          | 1+0             | 0+0             | -                  | -                  | -                  | -           | -           | -           | 1      | 0      |        |
| 2018-gen. 2019         | Saint-Étienne          | L1                     | 1          | 0          | CF+CdL          | 0+0             | 0+0             | -                  | -                  | -                  | -           | -           | -           | 1      | 0      |        |
| gen.-giu. 2019         | Laval                  | N1                     | 14         | 3          | CF+CdL          | -               | -               | -                  | -                  | -                  | -           | -           | -           | 14     | 3      |        |
| 2019-2020              | Saint-Étienne 2        | N2                     | 2          | 0          | -               | -               | -               | -                  | -                  | -                  | -           | -           | -           | 2      | 0      |        |
| Totale Saint-Étienne 2 | Totale Saint-Étienne 2 | Totale Saint-Étienne 2 | 57         | 9          |                 | -               | -               |                    | -                  | -                  |             | -           | -           | 57     | 9      |        |
| 2019-2020              | Saint-Étienne          | L1                     | 12         | 0          | CF+CdL          | 5+2             | 1+0             | UEL                | 2                  | 1                  | -           | -           | -           | 21     | 2      |        |
| 2020-2021              | Saint-Étienne          | L1                     | 37         | 3          | CF              | 1               | 0               | -                  | -                  | -                  | -           | -           | -           | 38     | 3      |        |
| 2021-2022              | Saint-Étienne          | L1                     | 35+2       | 3+1        | CF              | 3               | 0               | -                  | -                  | -                  | -           | -           | -           | 40     | 4      |        |
| ago. 2022              | Saint-Étienne          | L2                     | 4          | 0          | CF              | -               | -               | -                  | -                  | -                  | -           | -           | -           | 4      | 0      |        |
| Totale Saint-Étienne   | Totale Saint-Étienne   | Totale Saint-Étienne   | 89+2       | 6+1        |                 | 12              | 1               |                    | 2                  | 1                  |             | -           | -           | 105    | 9      |        |
| 2022-2023              | Brest                  | L1                     | 31         | 2          | CF              | 2               | 0               | -                  | -                  | -                  | -           | -           | -           | 33     | 2      |        |
| 2023-2024              | Brest                  | L1                     | 32         | 7          | CF              | 3               | 0               | -                  | -                  | -                  | -           | -           | -           | 35     | 7      |        |
| 2024-2025              | Brest                  | L1                     | 34         | 5          | CF              | 3               | 0               | UCL                | 10                 | 1                  | -           | -           | -           | 47     | 6      |        |
| Totale Brest           | Totale Brest           | Totale Brest           | 97         | 14         |                 | 8               | 0               |                    | 10                 | 1                  |             | -           | -           | 115    | 15     |        |
| 2025-2026              | Rennes                 | L1                     | -          | -          | CF              | -               | -               | -                  | -                  | -                  | -           | -           | -           | -      | -      |        |
| Totale carriera        | Totale carriera        | Totale carriera        | 259        | 33         |                 | 20              | 1               |                    | 12                 | 2                  |             | -           | -           | 291    | 36     |        |